# Народний комісаріат землеробства СРСР
Народний комісаріат землеробства СРСР (Наркомзем СРСР, НКЗ СРСР) — державний орган СРСР в ранзі міністерства, відповідальний за планування й керівництво сільськогосподарським виробництвом СРСР.

## Історія
Народний комісаріат землеробства СРСР було організовано 7 грудня 1929 року зі збереженням республіканських народних комісаріатів землеробства, що існували раніше, крайових, обласних і районних земельних органів. Метою створення наркомату землеробства було «внесення єдності до планування й керівництва сільськогосподарським виробництвом у масштабі Союзу РСР та зосередження в єдиному центрі безпосереднього управління крупними сільськогосподарськими підприємствами».
Наркомзем під керівництвом Якова Яковлева мав практично очолити роботу з реконструкції сільського господарства, керуючи будівництвом радгоспів, колгоспів і МТС та об'єднати роботу республіканських комісаріатів землеробства зважаючи на те, що єдине керівництво, як було вказано у законі, мало «здійснюватись таким чином, щоб максимальною мірою забезпечити розвиток ініціативи й самостійності союзних республік у справі розгортання виробничих сил і соціалістичної реконструкції».
З 1930 до 1933 року наркомат займався проблемою «аграрного перенаселення» методом планового переселення, змінивши при цьому Всесоюзний переселенський комітет при ЦВК СРСР. Цим видом діяльності, який згодом отримав назву «куркульське заслання», займались Сектор земельних фондів і переселення Наркомзему та Переселенське управління Наркомзему СРСР. 1933 року ця функція через незадовільну організацію та виконання наркоматом були передані у Всесоюзний переселенський комітет (ВПК) при Раднаркомі СРСР, який працював з 1933 до 1936 року.
1 жовтня 1932 року наркомат було розділено на два: Народний комісаріат зернових і тваринницьких радгоспів та НКЗ СРСР. У грудні 1932 — січні 1933 року в цих наркоматах було виявлено шкідницьку контрреволюційну організацію, яка провадила шпигунську та шкідницьку діяльність у сільському господарстві — так звана група Конрада (заступник наркома НКЗ) — Вольфа (заступник наркома Наркомрадгоспів) — Коварського (заступник голови Трактороцентру) й ін., яких було засуджено Колегією ОДПУ 11 березня 1933 року за звинуваченням контрреволюція, шпигунська і шкідницька діяльність в сільському господарстві. Розстріляні 12 березня 1933 року. Реабілітовані 12 березня 1957 року.
На XVII з'їзді ВКП(б) Сталін і Лазар Каганович різко критикували роботу НКЗ і Наркомрадгоспів за формальний підхід до роботи й бюрократизм.
Реорганізація наркомату 1932 року не принесла бажаних результатів, та відповідно до постанови ЦВК і РНК від 4 квітня 1934 року «Про реорганізацію Народного комісаріату землеробства СРСР, республіканського та місцевих земельних органів», була проведена нова реорганізація з переобладнанням земорганів за територіально-виробничою ознакою, і в наркоматі було ліквідовано низку управлінь, секторів і трестів. Яковлева на його посту замінив Михайло Чернов. 1938 року обох було репресовано та їхнє місце на півроку зайняв Роберт Ейхе, якого також було репресовано. Його замінив Іван Бенедиктов, який став першим наркомом землеробства із вищою сільськогосподарською освітою.
У березні 1946 року Наркомзем СРСР було перейменовано на Міністерство землеробства СРСР.

## Народні комісари землеробства
| Народний комісар               | Час на посаді |
| ------------------------------ | ------------- |
| Володимир Мілютін              | 1917–1917     |
| Олександр Шліхтер              | 1917–1917     |
| Андрій Колегаєв                | 1917–1918     |
| Семен Середа                   | 1918–1921     |
| Валеріан Осинський-Оболенський | 1921–1922     |
| Василь Яковенко                | 1922–1923     |
| Олександр Смирнов              | 1923–1928     |
| Микола Кубяк                   | 1928–1929     |
| Яків Яковлєв                   | 1929–1934     |
| Михайло Чернов                 | 1934–1937     |
| Роберт Ейхе                    | 1937–1938     |
| Іван Бенедиктов                | 1938–1943     |
| Андреєв Андрій Андрійович      | 1943–1946     |

## Система нагород
В Народному комісаріаті землеробства СРСР було організовано систему нагород, заохочення найкращих працівників, яким могли присвоїти відзнаки, такі як:
- Відмінник соціалістичного сільського господарства НКЗ СРСР;
- Майстру комбайнового прибирання НКЗ СРСР;
- Відмінний бригадир тракторної бригади МТС НКЗ СРСР;
- Найкращий тракторист МТС НКЗ СРСР;